# Politica Australia albă

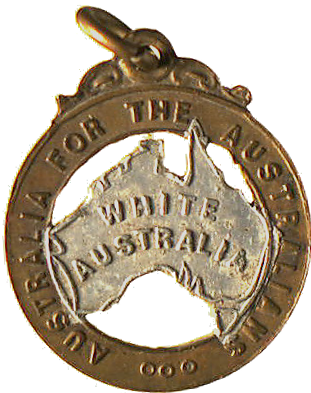
Asociația Nativilor Australieni - ai cărei membri erau doar australieni albi - a produs această insignă în 1910. Prim-ministrul a fost membru al acestei asociații. Se poate observa sloganurile „Australia albă” (mijloc) și „Australia pentru australieni”.

Politica Australia albă este un termen care denotă o suită de politici rasiale adoptate cu scopul de a interzice imigrația persoanelor de altă origine decât cea europeană în Australia, cu precădere a asiatici⁠(d)și a nativilor din insulele Pacificului⁠(d), începând din 1901. Guvernele ulterioare ale Australiei au eliminat treptat această legislație între 1949 și 1973.
Competiția dintre minerii europeni și asiatici - în principal chinezi - pe câmpurile aurifere, respectiv poziția sindicatului care se opunea importului de  imigranți din insulele Pacificului⁠(d) pentru a suplimenta numărul muncitorilor de pe plantațiile de zahăr din Queensland au intensificat cererile de eliminare sau restricționare a imigrației din Asia și insulele din Pacific. Începând din anii 1850, guvernele coloniale au impus limite muncitorilor chinezi care doreau să-și aducă familia în Australia. Autoritățile au perceput o taxă specială din partea imigranților chinezi în timp ce alți imigranți erau scutiți. Spre finalul secolului XIX, sindicatele au blocat accesul muncitorilor chinezi la locurile de muncă din industria mobilei și a grădinilor⁠(d), în special pentru a nu-și eticheta mobila cu mesajul „Fabricat de muncitori chinezi”.
La scurt timp după ce Australia a devenit federație⁠(d) în ianuarie 1901, guvernul condus de Edmund Barton⁠(d) a adoptat Legea de restricționare a imigrației din 1901⁠(d); aceasta a fost elaborată de Alfred Deakin⁠(d), politician care va deveni în cele din urmă al doilea prim-ministru al Australiei. Adoptarea acestui proiect de lege a marcat începutul politicii Australiei albe ca politică principală a guvernului. Legile ulterioare au consolidat și mai mult această politica până la începutul celui de-al Doilea Război Mondial. Conform acestora, britanici au avut întâietate în fața tuturor celorlalți imigranți în primele patru decade ale secolului XX. În timpul celui de-al Doilea Război Mondial, prim-ministrul John Curtin⁠(d) al Partidului Laburist Australian⁠(d) a consolidat această politică, declarând că țara va rămâne pentru totdeauna casa descendenților acelor oameni care și-au dorit să înființeze un avanpost al rasei britanice în Mările de Sud⁠(d).
Următoarele guverne au inițiat eliminarea treptată a politicii după încheierea celui de-al Doilea Război Mondial, încurajând imigranții din alte zone decât Europa să vină în Australia prin intermediul unui program multietnic de imigrație. Guvernele conduse de Menzies⁠(d) și Holt⁠(d) (1949-1967) au eliminat politica până în 1966, iar guvernul lui Whitlam a adoptat legi care să asigure că rasa nu va reprezenta un criteriu în selectarea imigranților sosiți în Australia în 1973. În 1975, același guvern a adoptat Legea privind discriminarea rasială⁠(d) prin care a fost scoasă în afara legii selecția pe bază de rasă. În deceniile următoare, țara a primit un număr ridicat de imigranți de culoare. În 2018, programul permitea oricărui cetățean din lume să imigreze în Australia, indiferent de naționalitate, etnie, cultură, religie sau limbă, cu condiția să îndeplinească criteriile prevăzute de lege.